# Supergegant blau

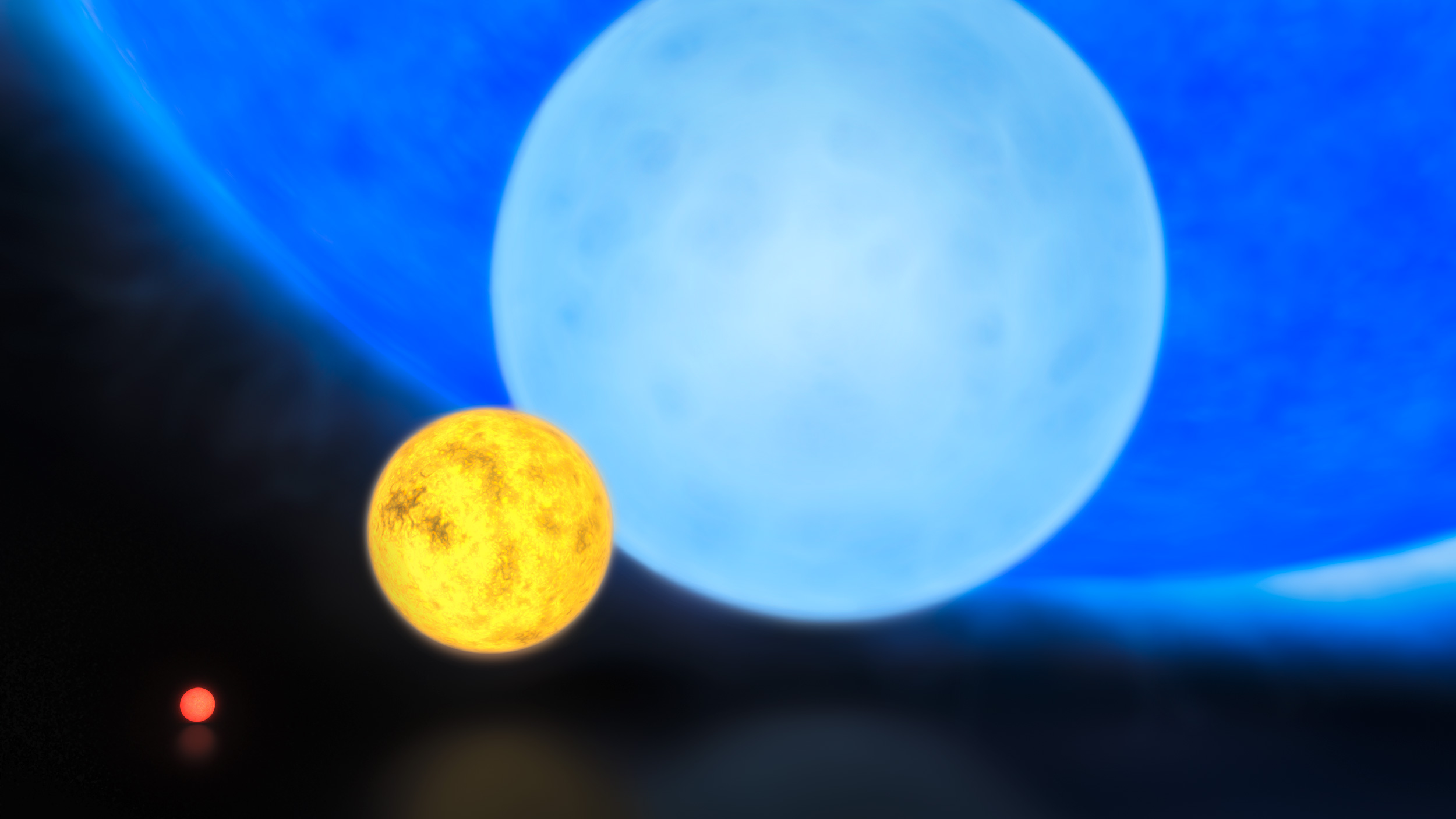
Mides relatives d'estrelles, des de les nanes vermelles, passant per les nanes grogues com el Sol, les gegants blaves, fins a un supergegant blau

Els supergegants blaus són estels de gran grandària en els quals els processos de fusió nuclear es desenvolupen a tal ritme que l'hidrogen es consumeix en quantitats ingents, cosa que els converteix en els estels més actius de tots els que es coneixen. A conseqüència d'això, aquestes estrelles són summament calentes, corresponent-los el color de les seves superfícies (blava o blanc blavós) als grups espectrals O i B. Així mateix, la vida mitjana d'aquestes estrelles és molt curta en comparació amb la d'altres de menor grandària, ja que es consumeixen literalment en un breu espai de temps, acabant la seva existència en forma de supernoves i deixant com a residu final una estrella de neutrons o un forat negre.
Els supergegants blaus no han de ser confosos amb les gegants blaves, com Murzim (β Canis Majoris).

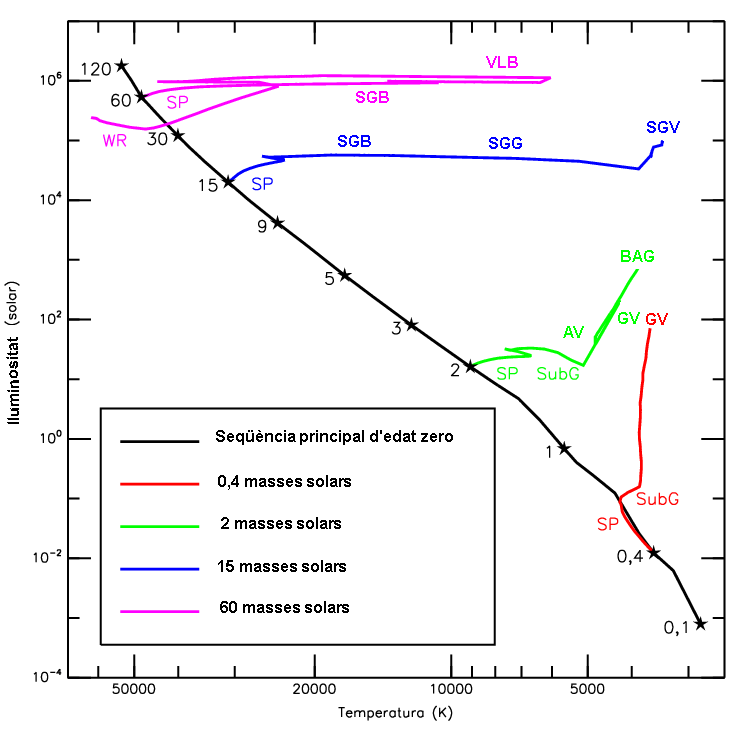
Evolució d'estrelles de diferents masses representades en el diagrama de Hertzsprung-Russell. La fase de supergegant blava apareix marcada com SGB, en blau per a la traça evolutiva d'una estrella de 15 masses solars i en rosa per a una estrella de 60 masses solars.

## Principals supergegants blaus
Probablement, el supergegant blau més conegut és Rigel (β Orionis), que amb magnitud aparent +0,12 és el supergegant blau més brillant del cel nocturn. La seva lluminositat real és unes 66.000 vegades major que la del Sol i la seva massa és de l'ordre de 20 masses solars. També en la constel·lació d'Orió són supergegants blaus Alnilam (ε Orionis), Alnitak (ζ Orionis) i Saiph (κ Orionis). Així mateix, era un supergegant blau el progenitor de la supernova SN 1987A, de nom Sanduleak -69° 202a, en el Gran Núvol de Magalhães.
En la taula següent, es recullen alguns dels supergegants blaus més coneguts.
| Nom     | Constel·lació   | Tipus espectral | Lluminositat* (sols) | Temperatura (K) | Distància (Anys llum) |
| ------- | --------------- | --------------- | -------------------- | --------------- | --------------------- |
| Rigel   | α Orionis       | B8 Ia           | 66.000               | 11.000          | 910                   |
| Alnitak | ζ Orionis       | O9.5 Ib         | 100.000              | 31.000          | 800                   |
| Naos    | ζ Puppis        | O5 Ia           | 790.000              | 42.400          | 1400                  |
| Aludra  | η Canis Majoris | B5 Ia           | 66.000               | 13.500          | 2000                  |
| Menkib  | ζ Persei        | B1 Ib           | 105.000              | 23.000          | 982                   |

*bolomètrica